# Clisson
Clisson (tiếng Breton: Klison), là một xã ở tỉnh Loire-Atlantique phía tây nước Pháp. Xã này nằm ở khu vực có độ cao trung bình 27 mét trên mực nước biển. Theo điều tra dân số năm 1999 của INSEE, xã có dân số 5939 người.